# Саут Каролтон (Кентаки)
Саут Каролтон (енгл. South Carrollton) град је у америчкој савезној држави Кентаки.

## Демографија
По попису из 2010. године број становника је 184, што је 0 (0,0%) становника више него 2000. године.
| Група             | 2000.       | 2010.       |
| Белци             | 179 (97,3%) | 168 (91,3%) |
| Афроамериканци    | 1 (0,5%)    | 5 (2,7%)    |
| Азијати           | 0 (0,0%)    | 2 (1,1%)    |
| Хиспаноамериканци | 0 (0,0%)    | 0 (0,0%)    |
| Укупно            | 184         | 184         |